# Neofiber alleni
Il topo muschiato dalla coda tonda (Neofiber alleni  True, 1884) è un roditore della famiglia dei Cricetidi, unica specie del genere Neofiber (True, 1884), endemico degli Stati Uniti d'America sud-orientali.

## Descrizione

### Dimensioni
Roditore di medie dimensioni, con la lunghezza della testa e del corpo tra 180 e 220 mm, la lunghezza della coda tra 100 e 160 mm, la lunghezza del piede tra 40 e 50 mm, la lunghezza delle orecchie tra 15 e 22 mm e un peso fino a 350 g.

### Caratteristiche craniche e dentarie
Il cranio è simile a quello del topo muschiato. I molari sono a crescita continua.
Sono caratterizzati dalla seguente formula dentaria:

### Aspetto
La pelliccia è densa. Il colore delle parti dorsali è marrone brillante cosparsa di peli più scuri e brillanti, la base dei peli è chiara, mentre le parti inferiori sono giallo-brunastre chiare. Il muso è corto e ricoperto di lunghe vibrisse. Le orecchie sono piccole. Le zampe anteriori sono più piccole dei piedi, i quali sono leggermente palmati. Le dita sono munite di lunghi artigli affilati. La coda è lunga circa la metà della testa e del corpo, ha una sezione circolare ed è cosparsa di alcuni peli. I maschi sono leggermente più grandi delle femmine. Il numero cromosomico è 2n=52.

## Biologia

### Comportamento
È una specie notturna, attiva subito dopo il tramonto e durante tutto l'anno. Costruisce nidi sferici di diametro tra 18 e 60 cm sulla superficie dell'acqua, intrecciando steli d'erba ed altre piante acquatiche. Le camere interne sono larghe circa 10 cm e normalmente contengono due uscite che conducono sott'acqua. Costruisce anche piattaforme galleggianti sopra alle quali si nutrono. Quando il livello dell'acqua si abbassa, può costruire tane nel fango e sopravvivere per un periodo molto lungo. La densità della popolazione è di circa 250-300 esemplari per ettaro.

### Alimentazione
Si nutre di piante acquatiche, semi di Peltandra e Iris, steli di Brasenia e radici di Anchistea. 

### Riproduzione
Danno alla luce 1-4 piccoli 4-6 volte all'anno con picchi nel tardo autunno. La gestazione dura 26-29 giorni, i piccoli vengono svezzati dopo 21 giorni e diventano maturi dopo altri 90-100 giorni.

## Distribuzione e habitat
Questa specie è diffusa in Florida e nella parte sud-orientale e centro-meridionale della Georgia. È apparentemente più comune nelle Everglades e nella palude di Okefenokee in Georgia.
Vive negli acquitrini.

## Tassonomia
Sono state riconosciute 5 sottospecie:
- N.a.alleni: Contea di Brevard, Florida centro-orientale;
- N.a.apalachicolae (Schwartz, 1953): Contea di Franklin, Florida nord-occidentale;
- N.a.exoristus (Schwartz, 1953): Contea di Ware, Georgia sud-orientale;
- N.a.nigrescens (Howell, 1920): Contea di Palm Beach, Florida sud-orientale;
- N.a.struix (Schwartz, 1953): Contea di Miami-Dade, Florida meridionale.

## Conservazione
La IUCN Red List, considerato come specie comune all'interno del suo areale e la sua presenza in diverse aree protette, classifica N.alleni come specie a rischio minimo (Least Concern).